# Gary Sutton
Gary Sutton (Sydney, 27 maart 1955) is een Australisch voormalig professioneel wielrenner die zowel op de weg als op de baan actief was. Gary Sutton is de broer van Shane Sutton en de vader van Chris Sutton.

## Loopbaan
In 1974 werd Sutton derde op de Gemenebestspelen op het onderdeel achtervolging en tweede op de ploegenachtervolging, samen met Garry Reardon, Kevin Nichols en Murray Hall.
Vier jaar later werd hij derde op de 10 mijl en won samen met Colin Fitzgerald, Kevin Nichols en zijn broer Shane Sutton de ploegenachtervolging. In 1980 werd Sutton wereldkampioen puntenkoers bij de amateurs. Vanaf 1982 eindigde hij op dit onderdeel enkele keren op het podium bij de elite, maar wist de titel nooit te pakken. Wel won hij dat jaar met zijn broer Shane zijn eerste zesdaagse, die van Melbourne.
Gary Sutton deed namens Australië tweemaal mee aan de Olympische Zomerspelen: in 1976 (Montreal) en in 1980 (Moskou). In 1976 deed hij mee aan de individuele achtervolging. Hij verloor in de kwartfinale van de uiteindelijke winnaar Gregor Braun, en eindigde in het eindklassement als zesde.
In 1980 was hij onderdeel van de ploeg die deelnam aan de ploegenachtervolging. Naast Sutton bestond dit team uit Kelvin Poole, Kevin Nichols en Colin Fitzgerald. In de kwartfinale verloren ze van de Sovjet-Unie, die later ook de gouden medaille zou winnen. Op tijd eindigde de Australische ploeg als zesde.
Sutton beëindigde na 1991 zijn professionele wielercarrière en werd coach.

## Overwinningen
1974
 Ploegenachtervolging op de Gemenebestspelen
1978
 Ploegenachtervolging op de Gemenebestspelen
1980
 Wereldkampioen puntenkoers, Amateurs
1983
Eindklassement Ronde van Canberra
Zesdaagse van Melbourne (met Sutton)
1984
3e etappe Yorkshire Classic
3e, 6e, 9e en 18e etappe Herald Sun Tour
Eindklassement Herald Sun Tour
1985
Eindklassement Ronde van Canberra
Eindklassement White Rose Two-Day
1990
10e etappe Herald Sun Tour

## Ploegen
- 1983 - Clarence Street Cyclery
- 1985 - Spenco
- 1989 - PMS-Falcon
- 1990 - Banana-Falcon